# Grupa Hatak
Grupa Hatak – nieformalna grupa internetowa, założona oficjalnie w 2003 roku, z działalnością sięgającą roku 1999, zrzeszająca tłumaczy-hobbystów, zajmujących się wykonywaniem napisów dialogowych do filmów i seriali telewizyjnych w celach niekomercyjnych. Największa tego typu grupa nieformalna w Polsce od czasu założenia i przez długi czas jedyna. Grupa zrzesza kilkadziesiąt osób – głównie z Polski, choć nie tylko – które zgodnie z przypisanymi rolami (tłumacz, osoba zajmująca się korektą, osoba zajmująca się synchronizacją i inne) opracowują i publikują w Internecie napisy dialogowe do wielu zagranicznych seriali oraz filmów. Grupa na przestrzeni swojej działalności brała także udział w innych projektach niż napisy dialogowe; między innymi była to lokalizacja gry Game of Thrones: A Telltale Games Series wraz z grupą GrajPoPolsku.

## Historia
Założycielem grupy był Krzysztof Żegliński, znany pod internetowym pseudonimem Sokar. Około 1999 roku, zafascynowany serialem Gwiezdne Wrota, którego dwa pierwsze sezony zostały wyemitowane przez stację TVN, poszukiwał możliwości oglądania kolejnych odcinków serii. Nieznajomość języka angielskiego skłoniła go do zorganizowania grupy hobbystów skłonnych do przygotowania autorskich tłumaczeń na język polski. W ten sposób Stargate SG-1 stał się pierwszym tłumaczonym na bieżąco od 2001 roku przez grupę serialem. Strona internetowa grupy znana była wówczas pod nazwą Sokar Online.
W roku 2003 rozpoczęto pracę nad napisami do serialu Tajemnice Smallville i pojawił się pomysł na nową nazwę - Ha’tak - pochodzącą od nazwy statku Goa’uldów. Nazwa ta miała reprezentować solidność i trwałość grupy. Od roku 2009 grupa działa bez Krzysztofa Żeglińskiego, a obecnie jej szefami są tłumacze tworzący pod pseudonimami Igloo666 i k-rol.

## Kontrowersje i sprawa serwisu napisy.org
W maju 2007 roku przedstawiciele organów ścigania, na wniosek dystrybutora filmowego – firmy Gutek Film – zatrzymali właściciela serwisu napisy.org oraz osiem innych osób powiązanych ze stroną, w tym tłumaczy. Ostatecznie jednak w maju 2013 roku – niemal równo sześć lat po wspomnianych zatrzymaniach – sprawa została umorzona przez Prokuraturę Rejonową w Zabrzu. Zatrzymanie tłumaczy i tocząca się przez kilka lat sprawa wzbudziła szerokie i niesłabnące poruszenie na wielu stronach internetowych i portalach społecznościowych. Sam serwis napisy.org funkcjonuje do dziś, jednak można na nim znaleźć tylko informację o zamknięciu oraz kilka linków do stron poświęconych filmom i serialom.